# Дворникова, Анна Сергеевна
Анна Сергеевна Дворникова (род. 25 апреля 1944, с. Доброе) — советский хозяйственный, государственный и политический деятель, Герой Социалистического Труда.

## Биография
Родилась 25 апреля 1944 года в селе Доброе Рязанской (ныне — Липецкой) области. Член КПСС с 1965 года.
С 1961 года — на хозяйственной, общественной и политической работе. В 1961—1989 гг. — бетонщица, штукатур, каменщица, монтажница опалубки, бригадир комсомольско-молодежной бригады, комплексной бригады бетонщиков строительного управления № 1 треста «Промстрой» Министерства строительства предприятий тяжелой индустрии СССР, заместитель Председателя Верховного Совета РСФСР.
Указом Президиума Верховного Совета СССР от 16 января 1980 года за выдающиеся успехи, достигнутые при строительстве Добринского сахарного завода присвоено звание Героя Социалистического Труда с вручением ордена Ленина и золотой медали «Серп и Молот».
Избиралась депутатом Верховного Совета РСФСР 9-го, 10-го, 11-го созывов.
Почётный гражданин Липецкой области (2006).